# Gruzinski
Gruzinsky (in russo Грузи́нский?; in georgiano გრუზინსკი?) è il nome di due diverse famiglie principesche  cadette dei Bagration della Georgia. Ambedue ottennero il suffisso Gruzinsky (ma anche Gruzinski o Gruzinskii) una volta entrata la Georgia a far parte dell'Impero russo poiché letteralmente significa  "della Georgia".

## Linea più anziana
Principi Gruzinsky ("Linea antica"), ramo cadetto dei sovrani di Mukhrani che perse il trono di Kartli in 1726. Discendono dal principe Bakar di Georgia (1699/1700-1750) che si rifugiò in Russia nel 1724; si sono estinti con la morte di Pyotr Nikolaevic Gruzinsky (1837-1892). La famiglia aveva proprietà nel governatorato di Mosca e Nizhegorod e nel 1833 venne confermata fra la nobiltà principesca russa.

## Linea più giovane
Principi Gruzinsky ("Linea nuova"), ramo derivato dai sovrani di Kakheti (dopo il 1462) e di Kartli (dopo 1744). Il titolo del principe (sse) Gruzinsky (Principi Serenissimi dopo il 1865) fu conferito ai nipoti del penultimo re georgiano Eraclio II di Georgia (1720/1-1798) dopo l'annessione russa della Georgia nel 1801 . I discendenti del principe Bagrat di Georgia (1776-1841), nipote di Eraclio II e figlio dell'ultimo re della Georgia Giorgio XII (1746-1800), ancora vivono nella terra natia: l'attuale Capo della Casata è Nugzar Bagration-Gruzinsky (1950-2025), basa il proprio diritto alla corona in quanto discendente legittimo maschile per primogenitura. Poiché non ha eredi maschi, Pyotr Pyotrovich Gruzinsky (n. 1916), pro-pronipote del fratello minore del principe Bagrat, il principe Ilia Bagration (1791-1854), è considerato suo erede presuntivo all'interno dello stesso principio di primogenitura.